# Naftol AS-pigment

Naftol AS-D
C.I. Pigment Red 112

Naftol AS

Naftol AS-pigment, ofta kallade naftolrött, är en grupp monoazo-pigment med diazoniumföreningar kopplade till naftol AS, en anilid av 2-hydroxy-3-naftolsyra. De omfattar kulörer från gulorange till rödlila.
Det första patentet på en grupp naftol AS-pigment kom 1911, men på grund av den initialt höga kostnaden, var det först på 1930-talet som de började bli mer allmänt använda.
Naftol AS-D, med Colour Index-namn Pigment Red 112 (PR112), är ett av de normalt förekommande pigmenten i färgtillverkarnas brytsystem för målarfärg.
Det finns exempel på naftol AS-pigment i konstnärsfärger, även om de flesta inte har den bästa ljusäktheten (ASTM I):
- Orange: C.I. Pigment Orange 38
- Rött C.I. Pigment Red 5 (PR5), PR7, PR9, PR12, PR112, PR146, PR170 och PR188
  - PR188 (12467), ett rött pigment med orange ton, har visat utmärkt ljusäkthet, ASTM I, i akryl- och oljefärg, och ASTM I–II i akvarellfärg.[3][6]
  - PR112 (12370), rött med viss dragning åt gult, har visat något lägre ljusäkthet: ASTM II i akryl- och oljefärg, och ASTM II–III i akvarellfärg.[3][6]
- Brunt C.I. Pigment Brown 1